# メルダン・ムカティ
メルダン・ムカティ（中国語:麦尔丹·木盖提,Merdan Muqati)は中華人民共和国の政治家。1968年6月生まれ。ウイグル族。
新彊ウイグル自治区ウルムチ市出身。

現職は中華人民共和国農業農村部副部長・党組成員。

## 略歴
オーストラリア・アデレード大学大学院農業経済専攻修了。1993年6月に中国共産党に入党。2012年4月にアクス地区行政公署専員（地区長）となる。2013年に第十二期全国人民代表大会代表に選出。
2023年1月、新彊ウイグル自治区人民政府副主席となる。
2024年11月7日、、メルダン・ムカティは約30年に及ぶ新彊ウイグル自治区での活動から転任し、農業農村部党組成員となる。同月13日、正式に農業農村部副部長・党組成員となる。